# Comuna Caracurt, Bolgrad
Caracurt (în ucraineană Жовтневе, transliterat: Jovtneve) este o comună în raionul Bolgrad, regiunea Odesa, Ucraina, formată din satele Caracurt (reședința) și Caracurt-Nou.

## Demografie
Componența lingvistică a comunei Caracurt
     Bulgară (18,47%)
     Rusă (15,11%)
     Ucraineană (4,62%)
     Română (1,37%)
     Alte limbi (0,07%)
Conform recensământului din 2001, nu exista o limbă vorbită de majoritatea populației, aceasta fiind compusă din vorbitori de bulgară (18,47%), rusă (15,11%), găgăuză (11,49%), ucraineană (4,62%) și română (1,37%).